# Chavela (película)
Chavela es un documental mexicano-español, dirigido por Catherine Gund y Daresha Kyi, y lanzado en 2017. La película es un retrato fílmico de la cantante y actriz mexicana Chavela Vargas.
La cinta se estrenó en el marco del 67 ° Festival Internacional de Cine de Berlín el 9 de febrero de 2017, en el programa Panorama Dokumente. Fue recogido para distribución internacional por Latido Films.
La película fue nominada al Premio GLAAD Media por Documental Sobresaliente en los 29º Premios GLAAD Media. La película se proyectó en el Inside Out Film and Video Festival de 2017, donde ganó el Premio del Público al Mejor Documental, y en el Festival de Cine Queer North 2018, donde ganó el Premio del Público a la Mejor Película Femenina.